# Vallières, Haute-Savoie
Vallières är en kommun i departementet Haute-Savoie i regionen Auvergne-Rhône-Alpes i sydöstra Frankrike. Kommunen ligger i kantonen Rumilly som tillhör arrondissementet Annecy. År 2016 hade Vallières 1 851 invånare.

## Befolkningsutveckling
Antalet invånare i kommunen Vallières
| Referens: INSEE |